# Rugger (évêque)
Rugger (mort en 1125) est évêque de Wurtzbourg de 1121 à sa mort.

## Biographie
Rugger est élu évêque à l'abbaye de Münsterschwarzach par Adalbert Ier de Sarrebruck, prince-évêque de Mayence, opposé à l'empereur Henri V du Saint-Empire. Ce dernier nomme comme contre-évêque Gebhard von Henneberg qui n'a aucune influence.
Au XVIIIe siècle, le graveur Johann Salver (de) lui attribue les armes de la maison de Thundorf.

## Source, notes et références
- (de) Cet article est partiellement ou en totalité issu de l’article de Wikipédia en allemand intitulé « Rugger » (voir la liste des auteurs).